# Saison 2002-2003 du Football Club auscitain
La saison 2002-2003 du Football Club auscitain voit le FC Auch évoluer en Pro D2.
L'équipe qui évolue cette saison sous les ordres de l’entraîneur Henri Broncan termine à la 3e place du classement et perd en demi-finale contre Montpellier 28-24.
Auch est classé 19e club français à l’issue de la saison.

## Les matchs de la saison

### À domicile
- Auch-Albi 48-8
- Auch-Aurillac 25-6
- Auch-Aubenas 53-21
- Auch-Bayonne 24-32
- Auch-Brive 18-11
- Auch-Dax 25-14
- Auch-La Rochelle 31-14
- Auch-Lyon OU 19-16
- Auch-Marmande 58-20
- Auch-Montpellier 20-18
- Auch-Perigueux 40-17
- Auch-Racing 19-14
- Auch-Tarbes 12-9
- Auch-Toulon 43-8
- Auch-Tyrosse 41-10

### À l’extérieur
- Albi-Auch 20-17
- Aurillac-Auch 13-15
- Aubenas-Auch 10-17
- Bayonne-Auch 15-19
- Brive-Auch 37-11
- Dax-Auch 26-13
- La Rochelle-Auch 26-12
- Lyon OU-Auch 26-3
- Marmande-Auch 24-11
- Montpellier-Auch 47-0
- Périgueux-Auch 9-19
- Racing-Auch 15-15
- Tarbes-Auch 18-21
- Toulon-Auch 26-17
- Tyrosse-Auch 16-9

## Classement
| Clubs             | Points | J  | V  | Nul | D  | PP   | PC  | Diff. |
| ----------------- | ------ | -- | -- | --- | -- | ---- | --- | ----- |
| CA Brive          | 79     | 30 | 24 | 1   | 5  | 1076 | 476 | 600   |
| Montpellier RC    | 75     | 30 | 22 | 1   | 7  | 850  | 532 | 318   |
| FC Auch           | 69     | 30 | 19 | 1   | 10 | 675  | 546 | 129   |
| Tarbes Pyrénées   | 69     | 30 | 19 | 1   | 10 | 709  | 611 | 98    |
| Lyon OU           | 68     | 30 | 19 | 0   | 11 | 777  | 522 | 255   |
| Aviron bayonnais  | 66     | 30 | 18 | 0   | 12 | 802  | 606 | 196   |
| Stade rochelais   | 64     | 30 | 17 | 0   | 13 | 719  | 612 | 107   |
| Métro Racing 92   | 58     | 30 | 13 | 2   | 15 | 660  | 696 | -36   |
| US Dax            | 57     | 30 | 13 | 1   | 16 | 729  | 653 | 76    |
| RC Toulon         | 56     | 30 | 12 | 2   | 16 | 573  | 674 | -101  |
| Tyrosse RCS       | 56     | 30 | 13 | 0   | 17 | 630  | 810 | -180  |
| Stade aurillacois | 55     | 30 | 12 | 1   | 17 | 589  | 651 | -62   |
| CA Périgueux      | 52     | 30 | 11 | 0   | 19 | 557  | 873 | -316  |
| SC Albi           | 50     | 30 | 10 | 0   | 20 | 575  | 833 | -258  |
| US Marmande       | 45     | 30 | 7  | 1   | 22 | 546  | 877 | -331  |
| RC Aubenas        | 41     | 30 | 5  | 1   | 24 | 497  | 992 | -495  |

Clé:  J: matchs joués, V: victoires, D: défaites, PP: points pour, PC : points contre, Diff: différence
Il est attribué 3 points pour une victoire, 2 points pour un match nul, 1 point pour une défaite, 0 point pour un forfait.
En jaune les 4 équipes qualifiées pour le tour final. En rose les 2 équipes reléguées en fédérale 1.

### Phases finales
- Demi-finale : Montpellier-Auch 28-24

## Effectif
- Arrières : Jean-Baptiste Dambielle, Eric Cazenavette
- Ailiers : Raphaël Bastide, Bessik Khamashuridze (en)
- Centres : Florian Bataille, Christophe Dalgalarondo, Nicolas Pagotto, Julien Sarraute
- Ouvreurs : Beñat Arrayet, Frédéric Couzier, Fréderic Suderie
- Demis de mêlée : Thierry Lacourt, Victor Jaffres
- Troisièmes lignes centre : Jérôme Bayle, Grégory Patat
- Troisièmes lignes aile : Romain Terrain, Stephan Saint-Lary, Benoît Durand, Hamid Arif, Guillaume Bernad
- Deuxièmes lignes : Lionel Camisuli, Sandu Ciorăscu, Jean-Luc Fedrigo, Jérôme Fedrigo, Hicham Laouni
- Talonneurs : Grant Hill, Fabien Marque, Didier Dini
- Piliers : Alejandro Alvarez, Jean-Baptiste Soucek, Yohan Marty, Grégory Menkarska, Mamuka Magrakvelidze, Alexandre Esquirol